# Sacro Monte di Domodossola
El Sacro Monte Calvario o Sacro Monte di Domodossola es un santuario italiano ubicado en Domodossola, Provincia de Verbano-Cusio-Ossola, en el Piamonte. Es uno de los nueve Sacri Monti de Piamonte y de Lombardía incluidos en la lista del Patrimonio Mundial de la Unesco desde 2003. La entidad «Riserva naturale speciale del Sacro Monte Calvario di Domodossola» tiene su domicilio en Borgata Sacro Monte Calvario, 5, 28845 Domodossola (VB).
El cerro Mattarella, que domina Domodossola, fue elegido como lugar más idóneo para construir el Sacro Monte Calvario, por idea de los padres capuchinos Gioachino da Cassano y Andrea da Rho en la Cuaresma de 1656. La devoción a este lugar le ha proporcionado una atmósfera tan sugestiva que ningún visitante se queda indiferente ante él. Es el más “nórdico” de los conjuntos de montes sacros, por su posición geográfica así como por la influencia cultural de la región suiza. La cultura contrarreformista y sus imposiciones pedagócicas le influyeron enormemente. 
El recorrido devoto parte de los alrededores de Domodossola, donde a pesar de la presencia de casas se caracteriza por una avenida adoquinada (Via Regia), gastada por el paso de los peregrinos y que pasa ante las primeras cinco estaciones. Suscitan especial interés los grupos escultóricos de Bussola y Volpini en la segunda y quarta capilla y el estilo neoclásico de la quinta. Las ruinas del antiguo  convento capuchino surgen en el bosque cerca de la sexta capilla. En la séptima capilla se alcanza al epílogo de la Pasión y se entra en el recinto del Santuario. Por orden obispal se dio gran importancia a los jardines arbolados: la disposición de las plantas, estudiada para evocar el orden divino, se contrapone a los jardines a la italiana, rigurosamente simétricos, las especies locales se alternan con coníferas y plantas exóticas. Las características arquitectónicas son discontinuas, las capillas son de distintos estilos, probablemente a causa del amplio arco cronológico en que se realizaron. Según un esquema de construcción común a los demás conjuntos, tres estaciones están incluidas en el santuario. 
El abandono y el deterioro han obligado a numerasas intervenciones para recuperar la zona y llevarla a su fisionomía original y su dignidad artística. Esta ha sido la intención de la Región Piamonte al convertirla en 1991 en Reserva natural especial.

## Historia
El monte fue sede del castillo de la corte de Ossola en el siglo XI, después propiedad de la iglesia de Novara cuyo obispo lo convirtió en su propia residencia y en 1381 estaba bajo los milaneses. La furia devastaddora de los suizos les llevó a conquistar Ossola y obligó a su abandono. 
Cuando llegaron los dos padres capuchinos comenzaron las obras para realizar el Vía Crucis en 1656, la comunidad de Ossola los ayudó con mano de obra y fondos, ofrecidos por devotos de todas las clases sociales. Se colocaron algunas cruces con una solemne procesión a lo largo del sendero, para indicar los puntos donde construir las capillas. Al año siguiente el maestro Tommaso Lazzaro di Val d’Intelvi realizó el proyecto del conjunto y fue aprobado oficialmente el 15 de marzo. Tras completar la secuencia de cruces y adaptar las ya situadas, se erigió un arco monumental (Arco de Pilatos) a la entrada del Vía Crucis y en el mes de julio se colocó la primera piedra del Santuario. 
El obispo Odescalchi bautizó el lugar con el nombre de Monte Calvario, confió la obra a G. M. Capis, reservándose el derecho de aprobar los proyectos y de elegir pintores y escultores. El Santuario, las capillas IV, IX y II, el Oratorio de la Madonna delle Grazie con el anejo de un modelo de la Santa Casa de Loreto se construyeron con gran presteza y se comenzó un nuevo  convento capuchino en la mitad de la subida. Con la consagración del Santuario, en 1690, se concluyó la primera fase, pero nuevos artistas prosiguieron la obra hasta 1710. Tras distintos avateres en las obras se llevó a cabo la tercera fase, en la que se experimentaron nuevas tipologías y se introdujeron algunas variantes, gracias al arquitecto Perini. El conjunto alcanzó su máximo desarrollo en la segunda mitad del siglo XVIII. 
Los años posteriores fueron difíciles por la ausencia del arquitecto, de fondos y la supresión de las órdenes religiosas como consecuencia de las leyes napoleónicas, el área fue abandonada y se convirtió en zona militar. El convento de los capuchinos fue cuartel de los alpinos; el Arco de Pilatos destruido por el Municipio y la primera capilla saltó por los aires al ser convertida en depósito de pólvora para minas, pero fue reconstruida en 1900. Antonio Rosmini fundó el Instituto de la Caridad en 1828 y le dio al Calvario una nueva vida. Los padres rosminianos han continuado los trabajos de manutención y construcción.